# Dans le cerveau des autistes
Dans le cerveau des autistes est un essai autobiographique de Temple Grandin et Richard Panek, originellement paru en anglais américain en 2013, sous le titre de The Autistic Brain : Thinking Across the Spectrum. Il a été traduit dans de nombreuses langues, dont le français en 2014, aux éditions Odile Jacob. Temple Grandin y raconte le rôle joué par la neurologie et la génétique dans la compréhension de son autisme, et détaille avec Richard Panek l'impact de ces sciences en matière d'histoire de la notion d'autisme. Elle dénonce l'impact négatif qu'a eu l'approche psychanalytique de l'autisme,.

## Éditions
- Temple Grandin et Richard Panek, The Autistic Brain : Thinking Across the Spectrum, Houghton Mifflin Harcourt, 2013, 304 p. (ISBN 978-0-547-85818-0 et 0-547-85818-3, lire en ligne)
- Temple Grandin et Richard Panek (avec) (trad. de l'anglais par de l'anglais américain par Agnès Botz), Dans le cerveau des autistes [« The autistic brain : thinking accross the Spectrum »], Paris, Odile Jacob, mai 2014, 1re éd., 253 p., 22 cm (ISBN 978-2-7381-3087-7 et 2-7381-3087-9, OCLC 881254768, BNF 43866738, présentation en ligne)